# Som jeg altid plejer at sige
Som jeg altid plejer at sige er det ottende studiealbum fra den danske sanger og satiriker Niels Hausgaard. Det blev udgivet i 1988. 

## Spor
1. "Min Dreng" - 3:45
2. "Mareridt" - 2:48
3. "Vicky Blarant" - 3:21
4. "I Børnhave" - 1:57
5. "Pibe Jens" - 2:51
6. "Sommerdigt" - 3:35
7. "Moster Esther" - 4:56
8. "Med Skrårem Og Armbind På" - 3:02
9. "Da Jeg Var I Lære" - 2:05
10. "Portræt Af En Flyder" - 2:10
11. "Min Stol" - 2:39
12. "Titanic" - 4:15